# Ferguson Township (comté de Centre, Pennsylvanie)
Pour les articles homonymes, voir Ferguson Township.
Ferguson Township est un township, situé au sud du comté de Centre, aux États-Unis,. En 2010, il comptait une population de 17 690 habitants.

## Démographie
Lors du recensement de 2010, le township comptait une population de 17 690 habitants. Elle est également estimée, en 2016, à 19 350 habitants.

### Source de la traduction
- (en) Cet article est partiellement ou en totalité issu de l’article de Wikipédia en anglais intitulé « Ferguson Township, Centre County, Pennsylvania » (voir la liste des auteurs).